# Польове (П'ятихатський район)
Польове — колишнє село в Україні, П'ятихатському районі Дніпропетровської області. Чисельність населення за даними 1982 року становила 20 осіб. Зняте з обліку 12 листопада 1991 року. Було розташоване за півтора кілометрах від села Червоні Луки.